# Tênis de mesa nos Jogos Parapan-Americanos de 2015 - Individual masculino Classe 1
A categoria  Individual masculino - Classe 1 é uma categoria do Tênis de mesa nos Jogos Parapan-Americanos de 2015 disputado entre os dias 8-10 de agosto de 2015.

## Resultados

### Fase de Grupos
Grupo A
| Atleta           | Pts | J | V | D | GV | GP | V/D   |
| ---------------- | --- | - | - | - | -- | -- | ----- |
| Aloisio Lima     | 4   | 2 | 2 | 0 | 6  | 2  | 84:58 |
| Yunier Fernandez | 3   | 2 | 1 | 1 | 5  | 3  | 82:75 |
| Michael Godfrey  | 2   | 2 | 0 | 2 | 0  | 6  | 34:67 |

| Data  |                 | Placar |                  | 1º Set | 2º Set | 3º Set | 4º Set | 5º Set | Total |
| ----- | --------------- | ------ | ---------------- | ------ | ------ | ------ | ------ | ------ | ----- |
| 8 ago | Michael Godfrey | 0–3    | Yunier Fernandez | 10–12  | 5–11   | 9–11   |        |        | 24–34 |
| 8 ago | Aloisio Lima    | 3–2    | Yunier Fernandez | 10–12  | 11–7   | 5–11   | 14–12  | 11–6   | 51–48 |
| 9 ago | Aloisio Lima    | 3–0    | Michael Godfrey  | 11–2   | 11–5   | 11–3   |        |        | 33–10 |

Grupo B
| Atleta                 | Pts | J | V | D | GV | GP | V/D    |
| ---------------------- | --- | - | - | - | -- | -- | ------ |
| Bruno Braga            | 6   | 3 | 3 | 0 | 9  | 2  | 111:74 |
| Fernando Eberhardt     | 5   | 3 | 2 | 1 | 8  | 3  | 111:79 |
| Henry Cuenca           | 4   | 3 | 1 | 2 | 3  | 6  | 74:84  |
| Sebastian de Francesco | 3   | 3 | 0 | 3 | 0  | 9  | 40:99  |

| Data  |                        | Placar |                        | 1º Set | 2º Set | 3º Set | 4º Set | 5º Set | Total |
| ----- | ---------------------- | ------ | ---------------------- | ------ | ------ | ------ | ------ | ------ | ----- |
| 8 ago | Bruno Braga            | 3–2    | Fernando Eberhardt     | 4–11   | 11–6   | 5–11   | 11–8   | 11–9   | 42–45 |
| 8 ago | Henry Cuenca           | 3–0    | Sebastian de Francesco | 11–8   | 11–3   | 11–4   |        |        | 33–15 |
| 8 ago | Sebastian de Francesco | 0–3    | Bruno Braga            | 6–11   | 2–11   | 1–11   |        |        | 9–33  |
| 8 ago | Henry Cuenca           | 0–3    | Fernando Eberhardt     | 8–11   | 7–11   | 6–11   |        |        | 21–33 |
| 9 ago | Fernando Eberhardt     | 3–0    | Sebastian de Francesco | 11–6   | 11–5   | 11–5   |        |        | 33–16 |
| 9 ago | Henry Cuenca           | 0–3    | Bruno Braga            | 12–14  | 6–11   | 2–11   |        |        | 20–36 |

### Fase final
|  | Semifinal              | Semifinal            |   |  | Final            | Final |  |
|  |                        |                      |   |  |                  |       |  |
|  |                        |                      |   |  |                  |       |  |
|  | BRA Aloisio Lima       | 3                    |   |  |                  |       |  |
|  | ARG Fernando Eberhardt | 0                    |   |  |                  |       |  |
|  |                        |                      |   |  |                  |       |  |
|  |                        |                      |   |  |                  |       |  |
|  |                        |                      |   |  | BRA Aloisio Lima | 3     |  |
|  |                        | CUB Yunier Fernandez | 1 |  |                  |       |  |
|  |                        |                      |   |  |                  |       |  |
|  |                        |                      |   |  |                  |       |  |
|  |                        |                      |   |  |                  |       |  |
|  |                        |                      |   |  |                  |       |  |
|  | CUB Yunier Fernandez   | 3                    |   |  |                  |       |  |
|  | BRA Bruno Braga        | 0                    |   |  |                  |       |  |

Semifinais
| Data  |                  | Placar |                          | 1º Set | 2º Set | 3º Set | 4º Set | 5º Set | Total |
| ----- | ---------------- | ------ | ------------------------ | ------ | ------ | ------ | ------ | ------ | ----- |
| 9 ago | Aloisio Lima     | 3–0    | Fernando Eberhardt (ARG) | 11-6   | 11-5   | 11-6   |        |        |       |
| 9 ago | Yunier Fernandez | 3–0    | Bruno Braga              | 11-3   | 11-5   | 11-1   |        |        |       |

Final
| Data  |              | Placar |                  | 1º Set | 2º Set | 3º Set | 4º Set | 5º Set | Total |
| ----- | ------------ | ------ | ---------------- | ------ | ------ | ------ | ------ | ------ | ----- |
| 9 ago | Aloisio Lima | 3–1    | Yunier Fernandez | 6-11   | 12-10  | 11-5   | 11-7   |        |       |

## Ligações Externas
Site oficial